# Maziarze Nowe
Maziarze Nowe – wieś w Polsce położona w województwie mazowieckim, w powiecie radomskim, w gminie Iłża. Ma status sołectwa.
W latach 1975–1998 miejscowość administracyjnie należała do województwa radomskiego. 
Wierni Kościoła rzymskokatolickiego należą do parafii św. Andrzeja Boboli w Koszarach.